# Magdalenakapel (Erfurt)
De Magdalenakapel (Duits: Magdalenenkapelle) is een klein kerkgebouw in de binnenstad van Erfurt, Thüringen. De kapel behoort tot de domgemeente, maar wordt niet meer als zodanig gebruikt en doet tegenwoordig dienst als columbarium.

## Geschiedenis
De Magdalenakapel werd voor het eerst in 1227 genoemd. Het huidige gebouw werd rond 1340 gebouwd en diende als kapel voor het aangrenzende kerkhof. Na de invoering van de reformatie werd de kapel niet meer gebruikt. In het jaar 1546 werd ook het kerkhof gesloten.
Tussen 1622 en 1803 gebruikte de dom van Erfurt de kapel. Tegen het einde van de 19e eeuw werd de kapel aan de eredienst onttrokken en verbouwd. Tot 2011 maakte het "Theater in der Kapelle" gebruik van de kapel.
Sinds 2014 werd de kapel een columbarium met plaats voor 420 urnen. De noodzakelijke verbouwing vond plaats naar een ontwerp van de Erfurter Evelyn Körber.